# 냉대 기후

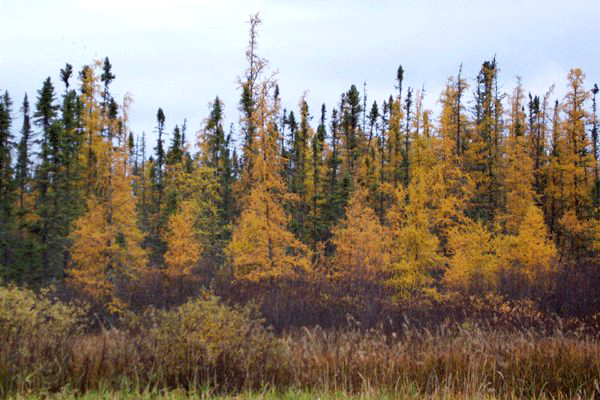
캐나다의 냉대 기후 지역의 침엽수림

냉대 기후(冷帶氣候) 또는 아한대 기후(亞寒帶氣候)는 중위도 지역 북부와 고위도 지역에서 발달하는 쾨펜의 기후구분의 기후대 중 하나이다. 기호는 D로 저위도부터 4번째에 위치함을 나타낸다.
플론의 기후구분에서는 냉대(기호:6)와 아한대(기호:6a)는 구별된다. 플론의 기후구분의 경우, 냉대(6)는 쾨펜의 기후구분의 툰드라 기후(ET)에 상응하며, 아한대(6a)는 쾨펜의 기후구분의 아한대·냉대와 일치한다.

## 정의
- 최한월의 평균 기온이 -3℃ 미만일 것(겨울철 내린 눈이 봄까지 녹지 않을 것).
- 최난월의 평균 기온이 10℃ 이상일 것(수목이 자랄 수 있을 것).
- 연평균 강수량이 건조 한계 이상일 것.

## 기후구

### 쾨펜
'쾨펜의 기후구분'도 참조
쾨펜은 비가 많이 오는 계절에 따라 3개의 기후로 구분하고, 여름 기온에 따라 각각 4가지로 분류하였다.
- 냉대 습윤 기후 (Dfa,Dfb,Dfc,Dfd)
- 냉대 동계 소우 기후 (Dwa,Dwb,Dwc,Dwd)
- 고지 지중해성 기후 (Dsa,Dsb,Dsc,Dsd)

f는 습윤(feucht), w는 겨울에 건조(wintertrocken), s는 여름에 건조(sommertrocken)의 독일어 약자이다.

### 트러타
트러타(Trewartha)는 쾨펜이 하위 구분으로 사용한 여름 기온에 따라 4개 기후구로 나누었다.
- 습윤 대륙성 기후 (Dfa,Dwa,Dsa,Dfb,Dwb,Dsb)
- 아한대 기후 (Dfc,Dwc,Dsc,Dfd,Dwd,Dsd) ⇒북반구의 한극(寒極, 지구상에서 가장 추운 지점)이 있다.

겨울이 길고 춥지만, 사계절의 변화를 보이고 식물의 생육기간이 길어서 농목업이 가능한 혼합림형(Da,Db)과 짧은 여름과 혼합림형보다 더 길고 추위가 심한 겨울로 인해 토양이 메말라 농업에 적합하지 않은 침엽수림형(Dc,Dd)로 구분된다.

## 특징
온대 기후에 비해 겨울이 상대적으로 더 춥고 혹독하다. 온대 기후에서는 아무리 추워도 영하로 거의 내려가지 않지만, 냉대기후는 겨울에 영하로 내려간다. 그렇기 때문에 눈이 내리고 얼음이 언다.
온도를 기준으로 보면 최한월 영하 3c° 이하 영하 35c° 이상의 기후대를 의미한다. 대신 최난월 기후는 영상 10c° 이상으로 올라가, 여름에는 상당히 더운 경우가 있다. 한대 기후와는 달리 특정 시기에만 혹한이 찾아온다.
수림(樹林) 기후 중에서는 한란(寒暖)의 차이가 가장 큰 기후이다.(연교차가 크다.) 시베리아 동부 내륙 지역 등에서는 여름에는 덥고 겨울에는 빙설 기후와 비슷하거나 그 이상의 추위가 나타나는 때가 있어 세계적인 연교차를 이루고 있다.
수목의 생육 및 여름철 농업이 가능하기 때문에 한대기후에 비하면 많은 인간이 거주한다.
농업·임업·축산업과 같은 산업 외에 근대 이후 홋카이도, 유럽 동부나 미국과 캐나다의 국경 부근에는 고도의 산업 집적이 이루어져 많은 도시가 있다.

## 분포 지역
몽골, 중화인민공화국 북동부, 한반도 중부 및 북부, 일본 홋카이도, 러시아 대부분, 독일 동부부터 동유럽까지, 알프스산맥 주변, 캅카스산맥 주변, 스칸디나비아 반도의 국가들, 발트해 연안 국가들, 미국 북부에서 캐나다에 걸친 지역 등 주로 유라시아와 북아메리카의 대략 위도 40° 이상(대륙 서안에서는 50-60° 이상)의 고위도 지역이나 고고도 지역에 비교적 넓게 분포한다. 아이슬란드 남부나 일본 북부는 몇 안 되는 냉대에 속하는 섬나라다('섬'이라면 캐나다 동쪽 끝의 케이프 브레턴섬이나 뉴펀들랜드섬도 이 기후대에 속한다). 남반구에서는 이 위도에 육지가 적고 남아메리카 남쪽 끝의 푸에고섬 등 몇 안 되는 육지에서는 연교차가 작은 해양성 기후가 되어 오히려 여름 기온에서, 즉 최한월 평균 기온이 영하 3℃ 미만이 되지 않고 최난월 평균 기온이 10℃ 이상이냐 미만이냐에 따라 온대인지 한대인지 구분되기 때문에 육상에 냉대가 나타나는 것은 북반구뿐이다.

## 식생과 토양
- 트러타에 의한 세분에 따라 냉대 지역의 식생과 토양을 구분하여 설명할 수 있다.
- 습윤 대륙성 기후(Da, Db)에 속하는 지역(주로 남부)에서는 침엽수림과 활엽수림의 혼합림이 펼쳐져 비옥한 갈색 삼림토가 분포하고 있다.
- 아한대 기후(Dc, Dd)에 속하는 지역(주로 북부)에서는 타이가라는 침엽수 단순림(단일 수종이 대부분을 차지하는 삼림)이 형성되어 한랭한 기후 때문에 유기물 분해가 진행되지 않고 용탈작용에 의해 산성의 포졸이라는 척박한 회백색 흙이 대부분을 차지한다. 지하에는 일 년 내내 얼어 있는 영구동토가 펼쳐진다. 지구 온난화의 진행과 함께 영구 동토가 녹아 갇혀 있던 유기물이 분해되어 강력한 온실 효과 물질인 메탄이 되어 대기 중으로 방출되는 악순환이 형성된 것으로 보고되고 있다.

## 주요 농작물
봄밀, 호밀, 감자 등.
땅이 메말라 곡물 생산 등 농작물 재배에 적합하지 않거나 월평균 기온이 10℃ 이상인 상태가 3개월 이하(Dc, Dd 기후) 지속되는 지역에서는 방목과 낙농이 이뤄진다. 지역에 따라서는 서늘한 기후에 강한 감자·호밀·메밀 등이 재배되기도 한다. 홋카이도와 중국 동북부 등 비교적 저위도에서 여름철 따뜻하고 습윤한 지역에서는 벼농사도 이루어지고 있다.
낙농은 주로 큰 소비 지역과 가까운 지역, 방목은 그렇지 않은 지역에서 이루어지고 있다.

## 같이 보기
- 냉대 습윤 기후
- 냉대 동계 소우 기후
- 고지 지중해성 기후
- 습윤 대륙성 기후
- 아극 기후

## 참고 문헌
- 矢澤, 大二 (1989년 11월 20일). 《『気候地域論考―その思潮と展開―』》. 古今書院. ISBN 4-7722-1113-6.